# Сада (притока Лекми)
Сада́ (рос. Сада, удм. Сатшур) — невелика річка, що тече територією Кіровської області та Удмуртії, Росія, ліва притока Лекми.
Бере початок на Красногорській височині, в Кіровській області (Фальонський район). Протікає на північ та північний схід, проходячи територією Удмуртії (Ярський район). Верхня течія пересихає, нижня частина дуже звивиста. Ширина русла 8-14 м, в низов'ях до 25 м, глибина 0,5-0,7 м, дно вкрите піском, середня швидкість — 0,1 м/с, похил річки — 1,6 м/км, витрати 1,17 м3/с.
Сада має декілька дрібних приток, найбільші з яких ліві Юрка та Тимпалка.
На річці розташовані села Фальонського району Кіровської області (Солов'ї) та Ярського району Удмуртії (Юр, Черкадці, Тимпал, Тупалуд). Через річку збудовано автомобільний міст в селі Юр.